# Pic des Miques
El Pic des Miques és un cim a la Serra de Comabiera de 2.492 metres que es troba al municipi d'Alt Àneu, a la comarca del Pallars Sobirà.